# Trieste Film Festival
Le Festival du film de Trieste est un festival international du cinéma fondé en 1989.   
Organisé chaque année la troisième semaine de janvier à Trieste, il est devenu le premier festival de cinéma d'Europe centrale et orientale en Italie,. 
En 2020, il s'est déroulé du 17 au 23 janvier.